# Djursdala
Djursdala är kyrkbyn i Djursdala socken i Vimmerby kommun i Kalmar län. I orten ligger Djursdala kyrka. 
Djursdalaområdet är ett område av riksintresse för naturvård med betesmarken, backsipporna på Lindstorpskulle och de kuperade markerna med sina dödisgropar, en formation sedan istiden.

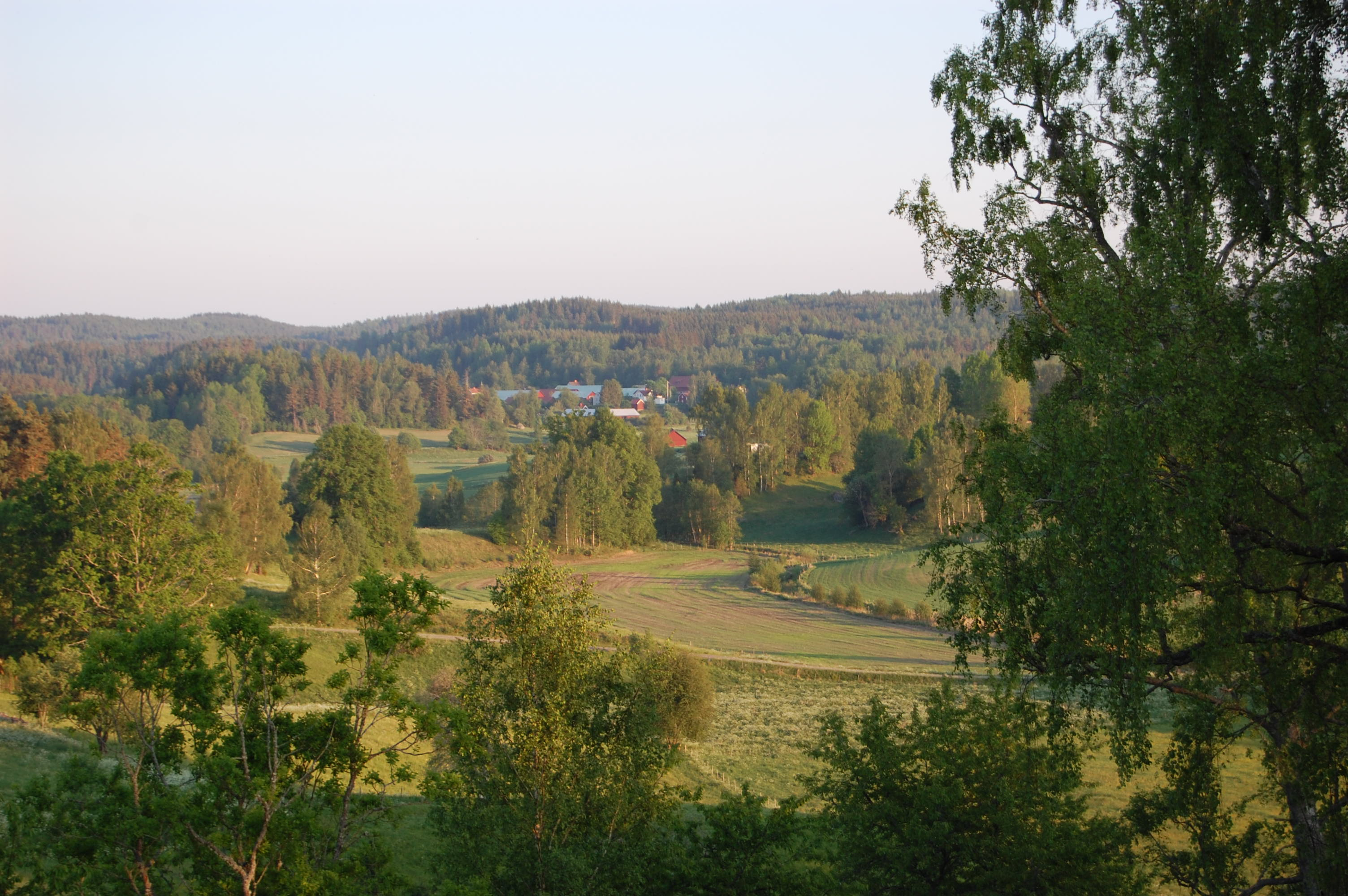
Djursdala i maj 2016.